# Milan Osterc
Milan „Miki” Osterc (ur. 4 lipca 1975 w Murskiej Sobocie) – słoweński piłkarz grający na pozycji napastnika.
W karierze występował w kilku ligach (m.in. w tureckiej, 2 lidze hiszpańskiej i izraelskiej), często zmieniając kluby. Najlepszym okresem w karierze Osterca były lata 2000–2002, w których uczestniczył z reprezentacji Słowenii w Euro 2000 oraz Mistrzostwa Świata 2002. W karierze klubowej Osterc miał znakomity sezon 2001/2002, w którym dotarł z Hapoelem Tel Awiw do ćwierćfinału Pucharu UEFA, strzelając 7 bramek w tych rozrywkach.
W reprezentacji Słowenii w latach 1997–2002 wystąpił 44 razy, strzelając 8 bramek.

## Kariera klubowa
- do 1996 NK Beltinci
- 1996–1998 NK Gorica
- 1998–1999 Hércules CF
- 1999–2000 Olimpija Lublana
- 2000–2002 Hapoel Tel Awiw
- 2002–2003 Le Havre AC
- 2003–2004 Bursaspor
- 2004–2005 Malatyaspor
- 2005 AEK Larnaka
- 2006 LASK Linz
- 2007–2010 NK Gorica
- 2010– FC Koper